# Rodolfo Visca
Rodolfo Mario Visca Visca (Montevideo, 3 de septiembre de 1934 - Ib., 12 de junio de 2009) fue un pintor, escultor, orfebre, profesor y restaurador uruguayo, uno de los alumnos más jóvenes del Taller Torres García

## Biografía
Ingresó al Taller Torres García llevado por su hermano, el también artista plástico, Jorge Visca. Su talento innato llamó la atención del maestro Joaquín Torres García, quien lo invitó a integrarse al taller con tan solo 9 años. Permaneció en el taller hasta que este se disolvió, en 1958.
En 1956 fundó el Taller Sótano del Sur, desde donde ejerció la docencia.
En 1991 el Centro Europeo y la Fundación Venezia Viva le concedieron una beca de estudios en restauración de monumentos en metal en la isla de San Servolo, Venecia, Italia.
El 10 de septiembre de 2009 se inauguró una muestra como homenaje póstumo en el Museo Gurvich, donde se exhibieron obras y objetos de arte que no se conocían hasta el momento.

## Exposiciones
- 1962 Primer Festival Mundial de la Juventud, Helsinki, Finlandia.

- 1963 a 1982 exposiciones en la Feria del Libro y el Grabado de Montevideo, organizada por la escritora, poeta y promotora cultural Nancy Bacelo.

- 1996 Galería Praxis, Nueva York en la muestra Joaquín Torres García y su Escuela, junto con colegas del Taller Torres Garcia.

- 1998, 1999, 2001 y 2003 ARTEBA, Feria Internacional de Arte, Buenos Aires, Argentina.

- 1998 muestra “El Taller Torres García”, Sala Dalmau, Barcelona, España.

- 2003 exposición “Constructivos Cotidianos”, Galería de la Bahía, Montevideo, Uruguay.

- 2008 exposición “Imaginarios Prehispánicos en el Arte Uruguayo: 1870 – 1970”, en el Museo de Arte Precolombino e Indígena, MAPI, Montevideo, Uruguay.

- 2008 “Muestra Didáctica Taller Torres García”, Museo Gurvich, Montevideo, Uruguay.

## Premios
- 1990 Primer Premio en el concurso de Innovación Artesanal, Montevideo, Uruguay.

- 1992 Mención en el Concurso Aluarte organizado por ALCAN, Montevideo, Uruguay.